# LZ-67 (Spanje)
De LZ67 is een verkeersweg op het Spaanse eiland Lanzarote in de gemeentes Tinajo en Yaiza. De weg loopt vanuit de plaats Tinajo nabij de noordkust, via Mancha Blanca naar het dorp Yaiza in het zuiden van het eiland.
Aan de weg bevindt zich tussen Mancha Blanca en Yaiza het bezoekerscentrum van het Nationaal park Timanfaya. Op verschillende plekken is het 'duiveltje' van de vulkanen langs de weg aangebracht, het symbool van Nationaal park Timanfaya en Lanzarote.